# Brankovići (Žepče)
Pour les articles homonymes, voir Brankovići.
Brankovići (en cyrillique : Бранковићи) est un village de Bosnie-Herzégovine. Il est situé dans la municipalité de Žepče, dans le canton de Zenica-Doboj et dans la fédération de Bosnie-et-Herzégovine. Selon les premiers résultats du recensement bosnien de 2013, il compte 509 habitants.

## Géographie
Le village est situé à la confluence de la Goliješka rijeka et de la Lješnica.

## Démographie

### Évolution historique de la population dans la localité
| 1948 | 1953 | 1961 | 1971 | 1981 | 1991 | 2013 |
| ---- | ---- | ---- | ---- | ---- | ---- | ---- |
| -    | -    | 456  | 518  | 547  | 547  | 509  |

|  |